# Sybe Krol
Sybe Krol (Oudebildtzijl, 17 december 1946 – Leeuwarden, 25 februari 1990) was een Fries dichter en vertaler. Hij was redacteur van het literair tijdschrift Hjir, en was de vriend van de troubadour Roel Slofstra.

## Leven
Sybe Krol groeide op als boerenzoon op het Bildt, aan de Waddenzee. Hij studeerde aan de kweekschool in Leeuwarden. Hij werkte vervolgens in een bibliotheek, als onderwijzer aan een lagere school, als lexicograaf aan de Fryske Akademy, en als docent Fries aan de Noordelijke Hogeschool Leeuwarden.
Openlijk homoseksueel, had hij een relatie met de zanger en muzikant Roel Slofstra. Op 43-jarige leeftijd overleed Krol aan de gevolgen van aids. Hij ligt begraven op het kerkhof van Firdgum, het dorpje waar hij en Slofstra woonden.

## Werk
Krol debuteerde in 1972 in Hjir, en zou in dat tijdschrift tal van gedichten, verhalen en recensies publiceren. Hij bracht drie dichtbundels uit. Als vertaler naar het Fries was hij bijzonder actief. Hij vertaalde literaire verhalen, jeugdliteratuur (vooral uit Scandinavië), en toneelstukken: werken van o.a. Jean Genet, Knut Hamsun, William Shakespeare en Oscar Wilde.
Liedteksten schreef hij in de eerste plaats voor zijn vriend Roel Slofstra, die meerdere platen met Krols liedjes en balladen uitbracht. Daarnaast schreef hij ook teksten voor de Friestalige folkgroep Irolt. Sybe Krol stond met zijn liedteksten mede aan de basis van het opbloeien van de Friestalige muziekscene in het laatste kwart van de 20e eeuw.
Het theatergezelschap Tryater bracht in de jaren ’80 geregeld door Krol vertaalde toneelstukken op de planken. In 1987 werd hem de Obe Postmapriis toegekend, en tegelijk aan zes collega-vertalers, voor de toneelvertalingen voor Tryater. Van de zeven winnaars, weigerden Sybe Krol en Piter Boersma deze prijs, uit protest tegen de wijze van toekennen.

## Publicaties

### Poëzie
- 1978: Fossyl fan fjûr (2e druk 1982)
- 1983: Korrektyf
- 1984: Rymtwang

### Prozavertalingen (selectie)
- 1982: Hanne Børner, De reis fan Kristoffel (jeugdroman, uit het Deens)
- 1982: Denudaasje: in rige Deenske novellen (bloemlezing)
- 1983: Knut Hamsun, Tramkondukteur yn Chicago: en oare ferhalen (uit het Noors)
- 1983: Sjouke Visser, Fan in skipke en syn kammeraten (uit het Nederlands)
- 1984: Birgit Erup, Mem en heit sille byinoar wei (uit het Deens)
- 1994: Oscar Wilde, De tawijde freon: mearkes (uit het Engels; postume uitgave)

### Toneelvertalingen (selectie)
- 1984: Nick Hall, Út (uit het Engels: Broken up)
- 1985: Jean Genet, De fammen (uit het Frans: Les bonnes)
- 1986: William Shakespeare, Romeo en Julietta : trageedzje
- 1988: William Shakespeare, Richard III